# Ana María Vidal
Ana María Vidal (Madrid, 19 de enero de 1944) es una actriz española.
Actriz eminentemente teatral, aunque con presencia también en el medio televisivo y escasísimas incursiones en cine.

## Vida personal
Estuvo casada con el también actor Vicente Haro. Su hijo es Vicente Haro Vidal, agente artístico y productor.
Actualmente está casada con el Regidor de Teatro José Manuel Paulino.

## Teatro
Tras cursar estudios en la Escuela de Arte Dramático de Madrid, su primera experiencia interpretativa fue en la obra Los años del Bachillerato, con dirección de José Luis Alonso, y en la que compartió escenario con Alicia Hermida y la también debutante Tina Sáinz.
Otras obras en las que ha participado incluyen: 
- El caballero de Olmedo (1958), de Lope de Vega,[1]
- Ocho mujeres (1961).
- Boeing boeing (1962).
- El cianuro ¿sólo o con leche? (1963).
- Nunca es tarde (1964) de José López Rubio.[2]
- El carrusel (1964) de Víctor Ruiz Iriarte.[3]
- La fiebre de junio (1964) de Alfonso Paso.[4]
- La llave en el desván (1967).
- Enseñar a un sinvergüenza (1968).
- Juegos de medianoche (1971).
- La visita inesperada (1972), de Agatha Christie.
- Sé infiel y no mires con quién (1979).
- Entre mujeres (1988)
- Las mocedades del Cid (1997)[5]
- La venganza de Don Mendo (1998).
- Los habitantes de la casa deshabitada (1999).
- Misión al pueblo desierto (1999).
- Cyrano de Bergerac (2000).[6]
- Don Juan Tenorio (2000).
- El alcalde de Zalamea (2003).
- Corona de amor y muerte (2003).
- Celos del aire (2003).
- Melocotón en almíbar (2005).
- La decente (2008).
- La venganza de don Mendo (2012).
- My Fair Lady (2012).

## Televisión
Fue, durante los años sesenta y setenta, una de las actrices que más se prodigaron en los espacios de teatro televisado que por aquella época emitía Televisión española. Su primer contacto con el medio fue un papel en la obra Matrícula de humor en 1960. Siendo una de las actrices más fieles al medio televisivo, en los siguientes años, los personajes que interpretó en Estudio 1 o Novela entre otros espacios dramáticos, superaron el centenar.
Con posterioridad, intervino como secundaria en series que alcanzaron gran éxito en España: Más que amigos (1997-1998), Al salir de clase (1998-2002) y Yo soy Bea (2006-2007), todas ellas en Telecinco.

### Trayectoria
| - Los artistas: primeros trazos, como Lela (2023) - Servir y proteger, como Leonor Hernández (2020) - Amar es para siempre, como Remedios Puig (2016) - Los misterios de Laura (2014) - El misterio de los ratones atrapados (18 de marzo de 2014) - La memoria del agua (2012) - Las chicas de oro (2010) - ¡Qué viene tu hermana! (1 de noviembre de 2010) - Sin tetas no hay paraíso (2009) - El porvenir es largo (2009) - Yo soy Bea (2006-2008) - Mi querido Klikowsky (2006) - De fuera vendrán... (25 de septiembre de 2006) - Aquí no hay quien viva - Érase unas alumnas (16 de febrero de 2005) - Érase una cobaya (9 de marzo de 2005) - Al salir de clase (1998-2002) - Más que amigos (1997) - Veraneantes (1984) - Teatro breve - Los milagros del jornal (15 de noviembre de 1979) - Teatro estudio - 25 de octubre de 1979 - Que usted lo mate bien - Deformación profesional (20 de febrero de 1979) - Original - Besos de Nochebuena (15 de abril de 1975) Maribel - Estudio 1 - 50 años de felicidad (11 de enero de 1966) - Cerca de las estrellas (16 de febrero de 1966) - El pez en el agua (9 de marzo de 1966) - Cosas de papá y mamá (13 de abril de 1966) - La barca sin pescador (11 de mayo de 1966) - ¿Qué hacemos con los hijos? (7 de septiembre de 1966) - Don Juan Tenorio (2 de noviembre de 1966) - La herida del tiempo (18 de enero de 1967) - Todos eran mis hijos (1 de febrero de 1967) - Prohibido suicidarse en primavera (29 de marzo de 1967) - Un hombre duerme (5 de julio de 1967) - La loca de la casa (6 de septiembre de 1967) - Corona de amor y muerte (1 de noviembre de 1967) - La escala rota (6 de febrero de 1968) - El alcalde de Zalamea (26 de marzo de 1968) - Miedo al hombre (2 de julio de 1968) - Ifigenia (17 de septiembre de 1968) - El Caballero de Olmedo (29 de octubre de 1968) - Alberto (24 de diciembre de 1968) - Las de Caín (14 de enero de 1969) - Café de Liceo (11 de marzo de 1969) - Un espíritu burlón (22 de enero de 1970) - Eugenia de Montijo(serie dirigida por Pilar Miro) ( 1970) - Plaza de Oriente (10 de febrero de 1970) - Esta noche es la víspera (23 de abril de 1970) - La alondra (29 de enero de 1971) - Don Gil de las calzas verdes (18 de junio de 1971) - La hidalga limosnera (31 de marzo de 1972) - Las hijas del Cid (11 de agosto de 1972) - La venganza de Don Mendo (29 de septiembre de 1972) - La Plaza de Berkeley (24 de octubre de 1972) - Veinte añitos (17 de noviembre de 1972) - De la noche a la mañana (15 de febrero de 1974) - El okapi (19 de mayo de 1975) - Doña Clarines (7 de julio de 1975) - Espectros (2 de febrero de 1976) - Juegos a medianoche (27 de diciembre de 1978) - Rosas de otoño (7 de marzo de 1979) - Un drama nuevo (23 de mayo de 1979) - Señora Ama (14 de diciembre de 1980) - Los Maniáticos - La declaración de la renta (27 de agosto de 1974) - A través de la niebla - Morella (1 de noviembre de 1971) | - Las Tentaciones - Pas de deux, pas de quatre (26 de octubre de 1970) - Hora once - Gobseck (25 de julio de 1970) - La risa española - Los chorros del oro (30 de mayo de 1969) - Pequeño estudio - Un día en la gloria (3 de enero de 1969) - Sin decir oste ni moste (20 de octubre de 1972) - Teatro de siempre - Hernani (10 de noviembre de 1967) - Don Álvaro o la fuerza del sino (24 de noviembre de 1967) - Clavijo (18 de mayo de 1970) - La familia Colón - Tempestad en un vaso (20 de enero de 1967) - Habitación 508 - El lío (1 de noviembre de 1966) - La pequeña comedia - Los celos (29 de octubre de 1966) - El tercer rombo - El consabido ladrón (5 de julio de 1966) - Teatro para todos - La muerte le sienta bien a Villalobos (8 de agosto de 1965) - Primera fila - Puebla de las mujeres (14 de julio de 1965) - Teatro de familia - Diez hombres con miedo (21 de abril de 1964) - Novela - Tres preguntas al destino (1 de octubre de 1963) - Mis últimos cien amores (10 de febrero de 1964) - Los cinco invitados (6 de abril de 1964) - Una mujer llega (18 de mayo de 1964) - Sir Alexander Fleming (22 de junio de 1965) - El malvado Carabel (31 de enero de 1966) - Resurrección (15 de febrero de 1966) - La hija de hiedra (15 de agosto de 1966) - El alba y la noche (10 de octubre de 1966) - La sombra del arpa (26 de junio de 1967) - Cincuenta mil pesetas (24 de julio de 1967) - La dama vestida de blanco (25 de septiembre de 1967) - Emma (13 de noviembre de 1967) - La frontera del hombre (29 de enero de 1968) - Biografía de Rosalía de Castro (4 de marzo de 1968) - El abuelo tiene 30 años (3 de febrero de 1969) - Aguas estancadas (30 de junio de 1969) - Eugenia de Montijo (2 de marzo de 1970) - Colomba (3 de enero de 1972) - El hotel encantado (22 de mayo de 1972) - Luz y conciencia de Borja (30 de octubre de 1972) - El padre de familia (3 de septiembre de 1973) - El secreto (30 de septiembre de 1974) - Caza menor (12 de enero de 1976) - El desconocido (21 de marzo de 1977) |

## Cine
Debutó con tan solo quince años, en 1959 con la película Los chicos, de Marco Ferreri. Sin embargo, Ana María Vidal no se ha prodigado en exceso en la gran pantalla. Tras la mencionada, únicamente rodaría dos películas más: La que arman las mujeres (1969), de Fernando Merino y Vete de mí (2006), de Víctor García León.